# Isadore Singer
Isadore Manual Singer (Detroit, 3 de maio de 1924 - Boxborough, 11 de fevereiro de 2021) foi um matemático estadunidense.
Foi também Professor universitário do Departamento de Matemática do Instituto de Tecnologia de Massachusetts (MIT), trabalhou com Michael Atiyah na definição do teorema do índice de Atiyah-Singer.

## História
Singer graduou-se pela Universidade de Michigan em 1944. Após obter um Ph.D. pela Universidade de Chicago em 1950, foi para o MIT, onde passou quase toda sua vida acadêmica. Ele é membro da Academia Nacional de Ciências dos Estados Unidos e da Academia de Artes e Ciências dos Estados Unidos.

## Premiações
- Prêmio Memorial Bôcher, 1969
- Prêmio Leroy P. Steele, 2000
- Medalha Wigner, 1988
- Medalha Nacional de Ciências, 1983
- Prêmio Abel, 2004 (dividido com Michael Atiyah)
- James Rhyne Killian Faculty Achievement Award do MIT, 2005

## Morte
Morreu em 11 de fevereiro de 2021, em sua casa em Boxborough, Massachusetts, aos 96 anos de idade.